# آلن کلمبو
آلن کلمبو (انگلیسی: Alain Colombo؛ زادهٔ ۵ آوریل ۱۹۶۱) بازیکن فوتبال اهل فرانسه است.
از باشگاه‌هایی که در آن بازی کرده‌است می‌توان به باشگاه فوتبال متس اشاره کرد.